# Eulepidotis deiliniaria
Eulepidotis deiliniaria är en fjärilsart som beskrevs av George Francis Hampson 1926. Eulepidotis deiliniaria ingår i släktet Eulepidotis och familjen nattflyn. Inga underarter finns listade i Catalogue of Life.